# عندقات
العندقات (الاسم العلمي: Nemipteridae) هي فصيلة من الأسماك تتبع رتبة الفرخيات من طائفة شعاعيات الزعانف.

## الأجناس
- العندق